# 下書きのイオータ

ᾠδῇ (ōidēi) という単語（「頌歌」という意味の単語の与格形）に現れる「下書きのイオータ」

下書きのイオータ（したがきのイオータ（イオタ）、ラテン語: iota subscriptum、古代ギリシア語: ὑπογεγραμμένη (hupogegramménē)）は、ギリシア語のアクセント注記式正書法に用いるもので、イオータを母音の下に小さく書くときのことを言う。古代ギリシア語表記において、いわゆる「長い二重母音」のᾳ, ῃ, ῳに用いられたものである。

## 概要
古代のギリシア語においては、長母音に ι のついた二重母音 ᾱι, ηι, ωι /aːi, ɛːi, ɔːi/ があり、例は少ないながら ᾱυ, ηυ, ωυ /aːu, ɛːu, ɔːu/ も存在した。しかし、紀元前2世紀までにこれらの長い二重母音の第2要素のi/uは失われて単なる長母音 ᾱ, η, ω に合流し、ディオニュシオス・トラクスはすでにこれらのつづりの「 ι 」が発音されないと言っている。ビザンチン時代初期の写本では読まれないイオタが通常省略されて単に α, η, ω と書かれたが、13世紀ごろにイオータを母音の下に補ってᾳ, ῃ, ῳと書く習慣が生まれた。これを「下書きのイオータ」と呼ぶ。
下書きのイオータは、とくに名詞の単数与格の語尾として出現することが多い（例: ὅς（関係代名詞）の与格 ᾧ）。
現代の習慣としては、下書き（または横書き）のイオータは読まれないのが普通である。

## 横書きのイオータ

2文字目の赤部分が「横書きのイオータ」、4文字目の赤部分が「下書きのイオータ」

母音が大文字の場合には、イオータは右に表記される。これを「横書きのイオータ」という（ラテン語: Iota adscriptum, 古代ギリシア語: προσγεγραμμένη (prosgegramménē)）。その場合、ダイアクリティカルマークはイオータではなく、その左の母音字につけられる（例: Ἅιδης ハーデース）。
近年、イオータは母音文字の下ではなく、右に表記する場合も増えてきた。この横書きのイオータは、しかし、前接する母音にくらべて、著しく小さいおおきさで印刷されることがある。